# Dawn Shaughnessy
Dawn Angela Shaughnessy é uma radioquímica americana e pesquisadora principal do grupo de elementos pesados no Lawrence Livermore National Laboratory .  Ela esteve envolvida na descoberta de cinco elementos superpesados com números atômicos de 114 a 118.

## Infância e educação
Shaughnessy queria ser médica quando criança, mas se interessou por ciência no ensino médio e estudou na  El Segundo High School .  Formou-se bacharel em Química pela Universidade da Califórnia, em Berkeley em 1993.   Ela juntou-se ao grupo de Darleane C. Hoffman para seus estudos de doutorado e completou seu PhD na Faculdade de Química da UC Berkeley em 2000.  Sua tese investigou a fissão tardia do einstênio .   Ganhou um prêmio reconhecendo sua força na instrução de pós-graduação.

## Pesquisa
Shaughnessy se juntou ao Laboratório Nacional Lawrence Berkeley em 2000, trabalhando sob a supervisão de Heino Nitsche.  Como parte de um esforço do Departamento de Energia dos Estados Unidos para limpar o ambiente de materiais, Shaughnessy estudou como o plutônio interage com minerais que contêm manganês .  Ela se juntou ao Laboratório Nacional Lawrence Livermore em 2002.
Em 2012, seu grupo recebeu uma doação de US$ 5.000 que foi destinada para o departamento de química da Livermore High School .  Shaughnessy foi nomeada líder do grupo experimental nuclear e radioquímica em 2013   e esteve envolvida em campanhas para celebrar o Mês da História da Mulher .  Em 2014, foi editora do livro The Chemistry of Superheavy Elements.
Enquanto liderava o grupo de elementos pesados, Shaughnessy se associou ao Joint Institute for Nuclear Research ; a equipe conseguiu identificar cinco novos elementos superpesados .  Os elementos foram confirmados pela União Internacional de Química Pura e Aplicada (IUPAC) em janeiro de 2016.  Quando foram descobertos no laboratório de Livermore, ela batizou o elemento 116 de livermório.  Seu trabalho recente incluiu a ciência forense nuclear - sendo capaz de identificar os vestígios de material físsil, produtos e produtos de ativação após uma explosão.  Sua equipe está tentando automatizar a preparação e a detecção de amostras, permitindo que acelerem sua análise de isótopos.

### Premios e honrarias
Shaughnessy ganhou inúmeros prêmios e honras, incluindo:
- 2010 - Prêmio de Mentor do Escritório de Ciência do Departamento de Energia[19]
- 2010 - Prêmio Gordon Battelle de descoberta científica[20]
- 2012 -   Introduziada ao Hall da Fama das mulheres do condado de Alameda[21][22]
- 2016 - Mais Criativa pela Fast Company[23]
- 2018 - Eleita membro da American Chemical Society[18]